# NGC 899
NGC 899 је галаксија у сазвежђу Кит која се налази на NGC листи објеката дубоког неба.
Деклинација објекта је - 20° 49' 23" а ректасцензија 2h 21m 53,1s. Привидна величина (магнитуда) објекта NGC 899 износи 12,5 а фотографска магнитуда 13,1. Налази се на удаљености од 18,5000 милиона парсека од Сунца. NGC 899 је још познат и под ознакама ESO 545-7, MCG -4-6-30, UGCA 26, IRAS 02195-2103, PGC 8990.